# Вода Драгос (Калараш)
Вода Драгос (рум. Vodă Dragos) насеље је у Румунији у округу Калараш. Oпштина се налази на надморској висини од 44 m.

## Становништво
Према подацима из 2011. године у насељу је живело 2997 становника.